# Братья (фильм, 2004)
«Братья» (дат. Brødre) — драма датского режиссёра Сюзанны Бир. Премьера картины состоялась 27 августа 2004 года. Фильму присвоен рейтинг R. Сюжет повторяет историю об Одиссее Гомера и послужил основой для одноимённого американского фильма режиссёра Джима Шеридана, выпущенного в 2009 году.

## Сюжет
Накануне отправки в Афганистан майор датской армии Михаэль Лундберг встречает вышедшего из тюрьмы родного брата Янника. Они едут на семейный ужин, где присутствуют их родители Хеннинг и Эльзе, а также семья Михаэля — жена Сара и дочери Камилла и Наталья. Возвращение Янника не очень радует его отца.
В Афганистане Михаэль получает задание отыскать пропавшего солдата Нильса Питера. Группа поиска отправляется на вертолёте, который внезапно сбивают. Семья Михаэля уверена, что тот погиб, и Янник берёт под опеку невестку и племянниц. 
Однако майору удалось выжить. Его нашли афганцы и заперли в помещении вместе с пропавшим Нильсом Питером. Чтобы выжить, Михаэлю приходится убить сослуживца. Спустя некоторое время его вызволяют из плена британские солдаты, и он возвращается домой.
Семья рада возвращению Михаэля, однако тот тяготится совершённым убийством и портит отношения с Сарой. Он навещает вдову Нильса и даёт ей надежду, что её муж жив. Напившись, Михаэль угрожает расправиться с женой и детьми. Приехавшие полицейские арестовывают его. Навещая Михаэля в тюрьме, Сара просит рассказать ей обо всём, но тот так и не находит сил признаться в убийстве.

## В ролях
| Актёр               | Роль        |
| ------------------- | ----------- |
| Ульрих Томсен       | Михаэль     |
| Николай Ли Кос      | Янник       |
| Конни Нильсен       | Сара        |
| Сара Юэль Вернер    | Наталья     |
| Ребекка Логструп    | Камилла     |
| Бент Мейдинг        | Хеннинг     |
| Сольбьёрг Хёйфельдт | Эльзе       |
| Пав Хенриксон       | Нильс Питер |

## Награды и номинации
- 2004 — Кинофестиваль в Сан-Себастьяне:[4]
  - Серебряная раковина лучшему актёру — Ульрих Томсен
  - Серебряная раковина лучшей актрисе — Конни Нильсен
  - номинация на «Золотую раковину» — Сюзанна Бир
- 2004 — Премия «Zulu Awards» (Копенгаген):[5]
  - лучший актёр — Николай Ли Кос
  - лучшая актриса — Конни Нильсен
- 2004 — Приз критиков на кинофестиваля в Гамбурге (Германия) — Сюзанна Бир[6]
- 2005 — Премия «Бодиль»[7]:
  - лучшая главная женская роль — Конни Нильсен[8]
  - номинация на лучший датский фильм — Сюзанна Бир
  - две номинации на лучшую главную мужскую роль — Ульрих Томсен и Николай Ли Кос
  - номинация на лучшую мужскую роль второго плана — Бент Мейдинг
- 2005 — 18 -я премия Европейской киноакадемии[9][10]:
  - номинация на лучший фильм — Сюзанна Бир
  - номинация на лучшего режиссёра — Сюзанна Бир
  - номинация на лучшего актёра (также в категории «приз зрительских симпатий) — Ульрих Томсен
  - номинация на лучшую актрису (также в категории «приз зрительских симпатий) — Конни Нильсен
  - номинация на лучшего композитора — Юхан Сёдерквист
- 2005 — Премия «Роберт»[11]:
  - лучший сценарий — Андерс Томас Йенсен
  - номинация на лучшего актёра — Ульрих Томсен
  - две номинации на лучшего актёра второго плана — Николай Ли Кос и Бент Мейдинг
  - номинация на лучшие спецэффекты — Сёрен Буус, Петер Хьёрт, Ханс Петер Людвигсен
  - номинация на монтаж — Пернилла Беч Кристенсен и Адам Нильсен
  - номинация на лучшую песню — Эндрю Стронг[англ.] за песню «When I'm Coming Home»
- 2005 — Кинофестиваль «Сандэнс»[12]:
  - приз зрительских симпатий — Сюзанна Бир
  - номинация на гран-при жюри — Сюзанна Бир
- 2005 — Специальный приз жюри на фестивале независимого кино в Индианаполисе — Конни Нильсен, Ульрих Томсен, Бент Мейдинг, Николай Ли Кос[13]
- 2005 — Приз зрительских симпатий на фестивале независимого кино в Бостоне — Сюзанна Бир[14]
- 2005 — Приз зрительских симпатий на Международном фестивале женского кино в Кретее (Франция) за лучший художественный фильм — Сюзанна Бир[15]
- 2005 — Гран-при международного фестиваля цифрового кино (Кавагути) — Сюзанна Бир[16]
- 2005 — Номинация на премию «Undine Award» (Баден (Нижняя Австрия)) лучшей молодой актрисе из северных стран — Ребекка Логструп[17]
- 2006 — Музыкальная премия Союза кинокомпозиторов (Франция) 59-го Каннского кинофестиваля — Юхан Сёдерквист[18]

## Саундтрек
Саундтрек к фильму выпущен в 2005 году под лейблом «Milan» в США.

### Список композиций
| Номер | Название трека         | Длительность |
| ----- | ---------------------- | ------------ |
| 1     | When I'm Coming Home   | 3:29         |
| 2     | Brothers               | 2:23         |
| 3     | Sarah's Theme          | 2:01         |
| 4     | The Cigarette          | 1:28         |
| 5     | The Message            | 1:12         |
| 6     | Sarah & Michael        | 1:41         |
| 7     | Missing Him            | 1:24         |
| 8     | Time Passing           | 1:03         |
| 9     | Afghanistan            | 1:54         |
| 10    | The Murder             | 1:51         |
| 11    | Repentance             | 0:48         |
| 12    | The Homecoming         | 2:20         |
| 13    | Ice                    | 1:14         |
| 14    | Remembrance            | 1:19         |
| 15    | Two Worlds             | 2:34         |
| 16    | Sarah at Night         | 0:41         |
| 17    | Don't Be Afraid of Me  | 1:26         |
| 18    | Sarah & Michael part 2 | 0:55         |
| 19    | The Letter             | 2:42         |
| 20    | Aftermath              | 1:47         |
| 21    | He Had a Little Son    | 1:25         |
| 22    | When I'm Coming Home   | 4:45         |